# Pi Andromedae
Pi Andromedae (π And / π Andromedae) è un sistema stellare di magnitudine 4,34 situato nella costellazione di Andromeda. Dista 656 anni luce dal sistema solare.

## Osservazione
Si tratta di una stella situata nell'emisfero celeste boreale. La sua posizione moderatamente boreale fa sì che questa stella sia osservabile specialmente dall'emisfero nord, in cui si mostra alta nel cielo nella fascia temperata; dall'emisfero australe la sua osservazione risulta invece più penalizzata, specialmente al di fuori della sua fascia tropicale. La sua magnitudine pari a 4,3 fa sì che possa essere scorta solo con un cielo sufficientemente libero dagli effetti dell'inquinamento luminoso.
Il periodo migliore per la sua osservazione nel cielo serale ricade nei mesi compresi fra settembre e febbraio; nell'emisfero nord è visibile anche per un periodo maggiore, grazie alla declinazione boreale della stella, mentre nell'emisfero sud può essere osservata solo durante i mesi della tarda primavera e inizio estate australi.

## Caratteristiche fisiche
La stella principale del sistema, Pi Andromedae A, è una binaria spettroscopica formata da due stelle simili fra loro: entrambe sono stelle bianco-azzurre di sequenza principale di classe spettrale B5V. Ognuna delle due componenti ha una massa 5 volte quella del Sole e sono un migliaio di volte più luminose, anche se uno studio differenzia le masse delle 2 componenti in 5,8 e 4,8 masse solari. L'età del sistema è di circa 80 milioni di anni, e considerando la massa, 15 milioni sono gli anni che restano alle due stelle dentro la sequenza principale prima di terminare l'idrogeno interno al loro nucleo ed entrare nello stadio di giganti. Le componenti di Pi Andromeda A ruotano attorno al comune centro di massa in un periodo di 143,53 giorni, e distano una dall'altra, mediamente, 1,3 UA.
Pi Andromedae B, di magnitudine 7 e separata visualmente da 36 secondi d'arco da A, è una stella bianca di sequenza principale di classe A6V. Dista almeno 7200 UA dalla principale ed ha un periodo orbitale di oltre 175.000 anni.
A 55" di distanza si trova un'altra componente, Pi Andromeda C, di magnitudine 13 e sulla quale esistono dubbi che faccia parte del sistema, se lo fosse, impiegherebbe 350.000 anni per una rivoluzione ad una distanza di 11.000 UA.
Studi delle regioni vicine hanno rivelato la possibile esistenza di un'altra componente, una nana arancione di classe K che disterebbe 40 UA ed impiegherebbe 80 anni a compiere una rivoluzione attorno alla principale.